# Renata Ávila Pinto
Renata Àvila Pinto (Guatemala, 1 de gener de 1981) és una advocada i activista guatemalenca, especialitzada en tecnologia És portaveu i part de l'equip que defensa a Julian Assange i Wikileaks, sota la direcció de Baltasar Garzón. Entre 2018 i 2021 fou la Directora Executiva de la Fundació Ciutadania Intel·ligent amb seu a Xile i Brasil. Des d'octubre 2021 és la Directora Exectuvia de OKFN.
Va ser defensora de supervivents de genocidi i altres abusos de drets humans a Guatemala. Va formar part de l'equip legal liderat per l'advocada espanyola Almudena Bernabéu en el cas de Rigoberta Menchú Tum contra Efraín Ríos Montt.
És membre del directori de Creative Commons, organització internacional que advoca pel coneixement obert i la cultura lliure. També és membre del Directori de DiEM25, una iniciativa paneuropea llançada per l'ex ministre de finances grec i economista Ianis Varufakis, que busca democratitzar la Unió Europea.
Va publicar el llibre Women, Whistleblowing, Wikileaks: A Conversation, al costat de Sarah Harrison i Angela Richter, editat per OR Books. Actualment és la Directora executiva de la Fundació Ciutadà Intel·ligent de Xile, i contribueix amb articles d'anàlisis i opinió experta en diversos mitjans i periòdics internacionals.

## Trajectòria
És advocada llicenciada per la Universitat Francisco Marroquín a Guatemala i té un mestratge en Dret de la Universitat de Torí, a Itàlia, així com estudis de Dret Internacional a l'Haia.
Va formar part de l'equip legal internacional que va representar en el procés d'extradició a Espanya a les víctimes de genocidi i altres crims de la humanitat, en el cas davant l'Audiència Nacional d'Espanya, incloent la prominent líder indígena i Premi Nobel de la Pau, Rigoberta Menchú Tum. També ha estat assessora legal de diferents whistleblowers i periodistes, al costat del jurista Baltasar Garzón.
Com a activista pels drets digitals ha denunciat la deterioració de neutralitat de la xarxa, la vigilància massiva i els atacs a la llibertat d'expressió en Internet. Va treballar per cinc anys com a Assessora en Cap de Drets Digitals en la World Wide Web Foundation. Va liderar, al costat de l'inventor de la World Wide Web, Tim Berners-Lee, la campanya Web We Want, per a la promoció del respecte als drets humans en l'era digital en més de 75 països. Actualment és la directora executiva de la fundació xilena Ciutadà Intel·ligent, organització que promou l'obertura de dades i el seu ús a favor de la societat a Amèrica Llatina.
És membre del consell directiu de Creative Commons i fiduciària de la Courage Foundation. També serveix com a integrant del consell assessor del projecte DECODE i Data Ativism, de la Universitat d'Amsterdam. Forma part del col·lectiu coordinador del Moviment Democràcia a Europa 2025, on explora el potencial de les tecnologies descentralitzades a Europa.
Ha col·laborat en mitjans com eldiario.es, Global Voices i Open Democracy, així com per a diferents publicacions acadèmiques, i realitza contribucions a publicacions periòdiques. Ha participat en els documentals Hacking Justice (2017), Risk (2016) i Foreveryone.net (2015).
En el llibre Women, Whistleblowing, Wikileaks: A Conversation, que va escriure al costat de Sarah Harrison i Angela Richter, es parla de les dones que han tingut un rol actiu en Wikileaks, però que no han tingut la mateixa cobertura en mitjans de comunicació. Es troba actualment preparant el llibre Colonialisme Digital, en el qual critica a les corporacions tecnològiques.
En 2014 va ser una de les participants en la creació del Marc Civil d'Internet realitzada a Brasil amb la finalitat d'implementar una legislació per protegir la neutralitat de la xarxa.

## Publicacions
- Ávila, Renata; Harrison, Sarah; Richter, Angela (2017). Women, Whistleblowing, WikiLeaks: A Conversation (en inglés). OR Books. ISBN 9781682191170.
- Ávila, Renata. «Mapping Digital Media: Guatemala».  Open Society Foundations, enero 2014. [Consulta: 18 octubre 2018].